# 白い部屋 (麻丘めぐみのアルバム)
『白い部屋』（しろいへや）は、麻丘めぐみ通算5枚目のスタジオ・アルバム。発売日は1974年4月25日。発売元はビクター音楽産業（現：ビクターエンタテインメント）。規格品番：SJX-171。2003年1月15日に初CD化された。

## 解説
先行シングル「白い部屋」とそのB面曲「ウェディング・ドレス」を含む、5作目のアルバム。オリジナル楽曲と洋楽のカヴァーそれぞれ6曲ずつで構成されている。尚、同年3月に開催した「日劇ワンマンショー」での怪我の影響で、本アルバム・リリース時は芸能活動休止中であった。
歌手デビュー30年を迎えた2003年に初CD化され、芸能生活50周年を迎えた2009年、リマスタリングで高音質化された紙ジャケット仕様で再度復刻された。タイトルは『白い部屋 +5』で、未収録のシングルA面／B面曲やカラオケ音源がボーナス・トラックで5曲追加収録された。12曲目「ジャンバラヤ」と13曲目「ときめき」の合間には、10秒程度のブランク・タイムが挿入されている。
同時期に、初めてのライヴ・アルバム『夢ひらくリサイタル』が発売された。このライヴ盤は、1973年9月25日に渋谷公会堂で開催された“麻丘めぐみリサイタル”の実況録音版。2003年11月21日に発売されたCD-BOX『麻丘めぐみBOX 72-77』で初CD化もされた。

## 収録曲

### LP盤
Side A
1. 白い部屋
作詞：千家和也／作曲・編曲：筒美京平
2. ウェディング・ドレス
作詞：千家和也／作曲：筒美京平／編曲：高田弘
3. 私はシャンソン
訳詞：新藤みさ／作曲：Harris Chalkitis／編曲：穂口雄右
※原曲歌唱：ダニエル・ビダル
4. ワン・ファイン・デー
作詞：Gerry Goffin／作曲：Carole King／編曲：穂口雄右
※原曲歌唱：シフォンズ
5. 裸足のふたり
作詞：千家和也／作曲：馬飼野康二／編曲：穂口雄右
6. 真珠の涙
作詞：千家和也／作曲・編曲：高田弘

Side B
1. この世の果てに
作詞：Sylvia Dee／作曲：Arthur Kent／編曲：穂口雄右
※原曲歌唱：スキータ・デイヴィス
2. 恋はボサノバ
訳詞：漣健児／作曲：B.Mann / C.Weil／編曲：穂口雄右
※原曲歌唱：イーディ・ゴーメ
3. 誘惑の年頃
作詞：千家和也／作曲：馬飼野康二／編曲：穂口雄右
4. 屋敷町
作詞：千家和也／作曲・編曲：高田弘
5. マイ・ウエイ
訳詞：岩谷時子／作曲：Jacques Revaux／編曲：穂口雄右
※原曲歌唱：フランク・シナトラ
6. ジャンバラヤ
作詞・作曲：Hank Williams／編曲：穂口雄右
※原曲歌唱：ハンク・ウィリアムズ

### CD盤（2003年）
1. 白い部屋
2. ウェディング・ドレス
3. 私はシャンソン
4. ワン・ファイン・デー
5. 裸足のふたり
6. 真珠の涙
7. この世の果てに
8. 恋はボサノバ
9. 誘惑の年頃
10. 屋敷町
11. マイ・ウエイ
12. ジャンバラヤ

### CD盤（2009年）
1. 白い部屋
2. ウェディング・ドレス
3. 私はシャンソン
4. ワン・ファイン・デー
5. 裸足のふたり
6. 真珠の涙
7. この世の果てに
8. 恋はボサノバ
9. 誘惑の年頃
10. 屋敷町
11. マイ・ウエイ
12. ジャンバラヤ
13. ときめき -ボーナス・トラック-
  - 作詞: 千家和也、作曲・編曲: 筒美京平
14. グッド・バイ -ボーナス・トラック-
  - 作詞: 千家和也、作曲・編曲: 穂口雄右
15. ときめき -オリジナル・カラオケ-
16. 白い部屋 -オリジナル・カラオケ-
17. 白い部屋 -オリジナル・カラオケ、ハーモニー入り-

## 発売履歴
- 1974年04月25日 - LP、規格品番：SJX-171
- 2003年01月15日 - CD、規格品番：VSCD-3717
- 2009年03月25日 - CD（紙ジャケット仕様、リマスタリング、本人インタビュー付）、規格品番：VICL-63261